# RPG (język programowania)
RPG (ang.: Report Program Generator) – jeden z języków programowania pierwotnie używanych na komputerach wyposażonych w czytniki kart perforowanych, lecz wciąż pozostający w użyciu. RPG został zaprojektowany w IBM dla systemów klasy mainframe, w szczególności dla rodziny maszyn System/390 (gdzie używano RPG2).
Kolejna wersja – RPG3 była używana na maszynach System/36, a na będących ich następcami maszynach AS/400 używany był RPG/400 ze znacznie poprawioną składnią oraz lepszą obsługą plików i baz danych. Język ten był podstawą programowania na AS/400 mimo bardzo prostego edytora liniowego.
RPG3 wyewoluował w RPG4, w którym usunięto składniowe pozostałości z epoki kart perforowanych.
RPG jest użytkowany i rozwijany na kolejnych generacjach maszyn AS/400 (nazywanych iSeries) pod ich systemem OS/400 (nazywanym i5/OS).